# Kościół św. Marcina w Siemkowicach
Kościół świętego Marcina – rzymskokatolicki kościół parafialny należący do parafii pod tym samym wezwaniem (dekanat Działoszyn archidiecezji częstochowskiej).
Najstarszą częścią świątyni jest monumentalna, gotycka wieża ceglana o czterech kondygnacjach z zachowanymi ostrołukowymi oknami, na dole czworokątna, na górze ośmiokątna, będąca pozostałością gotyckiej świątyni wybudowanej w XIII lub XIV wieku. Do wieży tej w 1879 roku została dobudowana obecna świątynia.
We wnętrzu, w nawie  − można zobaczyć 2 renesansowe całopostaciowe płyty nagrobne Jerzego Siemkowskiego pochodzące z XVI wieku, ozdobione herbami Topór, Korab, Pomian i Junosza i datą 1564 oraz Zofii z Bielskich Boguckiej, ozdobione herbami Rola, Dołęga, Wieruszowa i Lewart oraz datą 1587. Zachowała się również pamiątkowa tablica poświęcona Ludwikowi Niemojowskiemu.
Do barokowego wyposażenia kościoła należą: ołtarz główny (być może z 2. poł. XVIII wieku, przebudowany w XIX wieku), ozdobiony obrazem Chrztu Chrystusa i św. Marcina pędzla Rafała Hadziewicza, oraz ołtarze boczne wykonane w XVIII wieku, ozdobione obrazami: Matki Bożej Różańcowej, Przemienienia Pańskiego i świętych Walentego, Marcina i Wincentego, a także krucyfiks powstały w XVIII wieku.